# 紫云路街道
紫云路街道是中华人民共和国河南省平顶山市汝州市下辖的一个街道办事处。

## 行政区划
紫云路街道下辖以下村级行政区划单位：
党屯村、吴洼村、郭林山庄村、郭营村、马窑村、尚庄村、于庄村和铁炉马村。